# Geranium glaberrimum
Geranium glaberrimum är en näveväxtart som beskrevs av Pierre Edmond Boissier och Heldr. in Boiss.. Geranium glaberrimum ingår i släktet nävor, och familjen näveväxter. Inga underarter finns listade i Catalogue of Life.